# Coll de Pradell (la Coma i la Pedra)
El Coll de Pradell és una collada de la serra del Verd situada a 2.072,0 m. d'altitud entre el Cap d'Urdet (al nord) i el Pujalt (al sud). Comunica la capçalera de la Ribera de Cal Canonge (municipi de la Coma i la Pedra) a ponent i la del Torrent de Font de Tomàs (municipi de Gòsol) a llevant. És, per tant, punt fronterer entre aquests dos termes municipals i, ensems, entre les comarques del Berguedà i el Solsonès.